# 조규설
조규설(曺圭卨, 1911년 ~ ?)은 대한민국의 정치인이다. 제2대 국회의원 임기 중 한국 전쟁이 발발해 조선민주주의인민공화국으로 갔다.
1962년 내외문제연구소가 《동아일보》를 통해 공개한 바에 따르면, 전쟁 당시 와병 중이라 북행 이동에도 불편이 있었다.

## 약력
- 보성전문학교 졸업
- 대한식량영단 부이사장

## 역대 선거 결과
| 실시년도 | 선거   | 대수 | 직책     | 선거구         | 정당   | 득표수   | 득표율          | 순위 | 당락 | 비고 |
| -------- | ------ | ---- | -------- | -------------- | ------ | -------- | --------------- | ---- | ---- | ---- |
| 1950년   | 총선   | 2대  | 국회의원 | 경북 영천군 을 | 무소속 | 11,039표 | \| \| 36.06% \| | 1위  |      | 초선 |
|          | 36.06% |      |          |                |        |          |                 |      |      |      |

## 참고자료
- 조규설 - 대한민국헌정회